# Ellipteroides (Ptilostenodes) ptilostenellus javanicus
Ellipteroides (Ptilostenodes) ptilostenellus javanicus is een ondersoort van de tweevleugelige Ellipteroides (Ptilostenodes) ptilostenellus uit de familie steltmuggen (Limoniidae). De ondersoort komt voor in het Oriëntaals gebied.